# Ралли (фильм)
«Ралли» (латыш. Rallijs) — художественный фильм режиссёра Алоиза Бренча. Снят на Рижской киностудии в 1978 году.

## Сюжет
В 1944 году из Художественного музея в Риге, при отступлении гитлеровских войск, была похищена картина «Рафаэль и Форнарина» французского художника XIX века Жана Огюста Доминика Энгра. Поиски, предпринятые после войны, результата не дали и картина до сегодняшнего дня считается утраченной.
Эту картину обнаружили в дверце своего автомобиля гонщики, принимавшие участие в международном ралли СССР—ПНР—ГДР. Они догадались, что некие преступники пытаются таким образом переправить картину за рубеж, но не стали говорить руководству команды о находке, опасаясь отстранения экипажа от гонки на время расследования.
За действиями спортсменов следит милиция, подозревающая их в причастности к похищению, и контрабандисты, поджидающие удобного случая забрать холст. Самостоятельность гонщиков едва не приводит к их гибели. Посредник, заинтересованный в быстром получении денег, организовал аварию, исправив запись в навигационном блокноте штурмана.
Милиция с помощью польских и немецких коллег арестовала преступников. В том числе главного организатора — директора антикварного магазина, выдававшего добротную копию за найденный холст великого мастера.

## В ролях
- Витаутас Томкус — Янис Лиепа, штурман
- Роландс Загорскис — Гунар Грауд, пилот
- Валентина Титова — Кристина Глушкова, переводчик
- Александр Вокач — администратор команды, любитель «травить» анекдоты
- Паул Буткевич — английский гонщик
- Улдис Думпис — Беррат, директор комиссионного магазина
- Эдуард Изотов — руководитель группы русских гонщиков
- Виктор Лоренц — покупатель картины
- Александр Белявский — человек с мундштуком, посредник
- Виктор Плют — полковник Осис
- Юрис Каминскис — Херберт Рейнхарт, следователь из ГДР
- Лелде Викмане — Дора, сотрудница музея
- Интс Буранс — полицейский эксперт
- Дайлис Рожлапа - сотрудник ГБ
- Херманис Ваздикс — Кохт, директор музея
- Витолд Спрукт — гонщик
- Андрис Калнайс — гонщик
- Станислав Арманд — гонщик
- Алексей Михайлов - Пётр Матвеевич, механик
- Гунта Виркава — сотрудник музея в Берлине
- Петерис Васараудзис — швейцар
- Виктор Звайгзне — механик на фуникулере
- Регина Разума - работник почты в Польше
- Айда Зара — работник почты в Польше

## Съёмочная группа
- Автор сценария: Андрис Колбергс
- Режиссёр-постановщик: Алоиз Бренч
- Оператор-постановщик: Микс Звирбулис
- Композитор: Иварс Вигнерс

## Критика
Кинокритик Всеволод Ревич раскритиковал фильм. Он не понял, «что же хотели показать авторы». По его мнению, «для сложной внутренней борьбы в картине не остаётся места, мы всё время летим по бездорожью».